# Mary Jane
Mary Jane – siódmy singel polskiej piosenkarki Bryski z jej reedycji pierwszego albumu studyjnego, zatytułowanego [moja ciemność]². Singel został wydany 16 listopada 2022.

## Geneza utworu i historia wydania
Utwór napisali i skomponowali Gabriela Nowak-Skyrpan i Yacine Mdarhri Alaoui, który również odpowiada za produkcję piosenki.
Singel ukazał się w formacie digital download 16 listopada 2022 w Polsce za pośrednictwem wytwórni płytowej Magic Records w dystrybucji Universal Music Polska. Kompozycja promowała pierwszą reedycję Bryski – [moja ciemność]².

## Teledysk
Do utworu powstał teledysk w reżyserii TheDreams Studio, który udostępniono w dniu premiery singla za pośrednictwem serwisu YouTube.

## Lista utworów
- Digital download[2]

1. „Mary Jane” – 2:57